# دیوید گراهام کمپل
دیوید گراهام کمپل (انگلیسی: David Campbell; ۲۸ ژانویهٔ ۱۸۶۹ – ۱۲ مارس ۱۹۳۶) فرد نظامی اهل بریتانیا بود. وی همچنین برندهٔ جوایزی همچون نشان حمام شده‌است.